# 2-甲氧基萘
2-甲氧基萘（也称β-萘甲醚，β-Naphthol methyl ether）是一种有机化合物，分子式C11H10O，可溶于乙醇，不溶于水与一缩二丙二醇，能作为火药，特别是无烟火药中的稳定剂。